# Оксеншерна

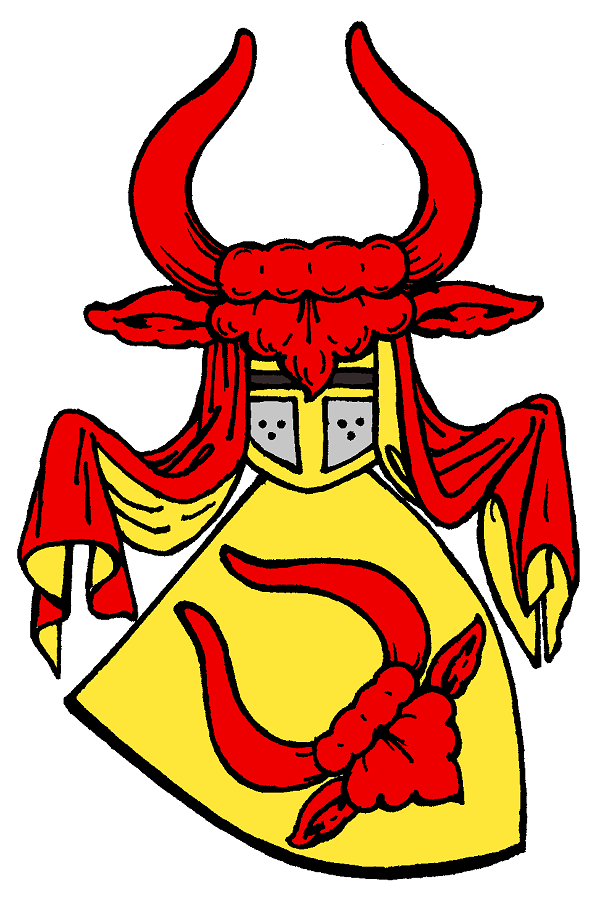
Герб Оксеншерна

Оксеншерна (швед. Oxenstierna) — старовинний шведський аристократичний рід.

## Історія
Походження роду простежується до середини XIV століття. Представники роду Оксеншерна мали великі статки в провінціях Седерманланд та Уппланд.
Поступово трансформували своє прізвище «Oxenstierna» («Лоб бика») до кінця XVI століття в співзвучний варіант «Oxenstjärna» («Бичача зірка»), і надали прізвищу геральдичного сенсу.

## Представники роду
- Бенгт Йонсон Оксеншерна  (*1390-ті роки — †1450-ті роки) — шведський державний діяч, регент Швеції з Кальмарської Унії.
- Нільс Йонссон Оксеншерна (*1390-ті роки — †1450-ті роки) - шведський державний діяч, регент Швеції з Кальмарської Унії.
- Аксель Оксеншерна (1583—1654) — один з найвидатніших державних діячів в історії Швеції, риксканцлер (1612—1654) за Густава II Адольфа і його дочки Христини.
- Густав Оксеншерна Габріельссон (1613—1648) — шведський адміністратор, член ріксроду і губернатор Естляндії, молодший брат попереднього.
- граф Бенгт Габріельссон Оксеншерна (1623—1702) — губернатор Мазовії, Варшави, Лівонії та інших областей.

Король Швеції Карл XVI Густаф споріднений з Оксеншерна через бабусю по материнській лінії, принцесу Вікторію Аделаїду Шлезвіг-Гольштейнську, чий дід Фрідріх Карл Людвіг, герцог Шлезвіг-Гольштейн-Зондербург-Бекський був сином графині Фредеріки Дона-Шлобіттен, праправнучки Габріеля Бенгтссона Оксеншерна, 1-го графа Корсгольм і Васа, батька Бенгта Габріельссона і двоюрідного брата Акселя Оксеншерна.